# Landrada de Hesbaye
Landrada, vivia no século VIII, é filha de Lamberto, um nobre de Hesbaye, e a irmã de Roberto I de Hesbaye.
Em 764, ela fundou com seu sobrinho Cancor, na cidade condado em Rheingau 764-782, a abadia de Lorsch. O seu filho  Crodegango de Metz se tornou o abade, no ano seguinte.
Ela casou-se com Sigramm, de quem teve um filho: santo Crodegango, nascido por volta de 712 e morreu em 766, que foi bispo de Metz, fundador da abadia de Gorze, em um referendário de Carlos Martel e consultor de Pepino, o Breve.
Estudos recentes, incluindo os trabalhos de Christian Settipani, formulam a hipótese de que ela é, provavelmente, a irmã de Rotrude, nascida por volta de 695, morta em 724, esposa de Charles Martel.